# Rocky Sharpe & The Replays
 A Rocky Sharpe & The Replays egy négytagú brit popegyüttes volt, amely az 1970-es évek végén vált népszerűvé olyan slágerekkel, mint 1977-ben a Rama Lama Ding Dong, az Imagination, a Come On Let’s Go és a Shout! Shout! (Knock Yourself Out). Dalaikat a lemezklubok és a rádióállomások DJ-i előszeretettel játszották, mivel tipikus bulizenék voltak.

## A tagok
- Rocky (Robert Podsiadly)
- Helen Highwater (Helen Blizard)
- Johnny Stud (Jan Podsiadly)
- Eric Rondo (Mike Vernon)

## Karriertörténet
A Rocky Sharpe & The Replays elődje a Rocky Sharpe and the Razors nevet viselte, és tagjai között volt Den Hegarty és Rita Ray, akik később a Darts együttes alapító tagjai lettek. A Rocky Sharpe & The Replays 1978-ban aratta első nagy sikerét a The Edsels 20 évvel korábbi felvétele, a Rama Lama Ding Dong feldolgozásával. A dal a brit Top 20-ban a 17. helyig jutott. A következő sláger az Imagination volt, amely 1979-ben 39. lett az angol toplistán. Aztán úgy tűnt, e két slágerrel be is fellegzett a zenekarnak: újabb dalaik már nem kerültek fel a toplistákra, viszont sikeres koncertkörutat bonyolítottak le, melynek keretében Európában is felléptek. 1981-ben a Come On Let’s Go című dallal újra felbukkantak a slágerlistákon, a következő évben pedig a Shout! Shout! (Knock Yourself Out) című lendületes ritmusú felvétellel arattak megérdemelt sikert. Ez után már csak az If You Wanna Be Happy című dalukkal szerepeltek a brit slágerlistán: 1983-ban a 46. helyig jutottak.  Ettől kezdve csupán remixeik és válogatáslemezeik jelentek meg, melyeknek köszönhetően slágereik az új évezredben sem merültek feledésbe.

## Ismertebb lemezeik

### Kislemezek
- 1978 Rama Lama Ding Dong / When the Chips Are Down
- 1979 Imagination / Got It Made
- 1979 Love Will Make You Fail In School / Oop Doop Doop (Parts 1 & 2)
- 1979 Never / Oop Doop Doop (Parts 1 & 2)
- 1980 The Martian Hop / A Fool in Love with You
- 1981 Come On Let’s Go / Please Don’t Say Goodbye
- 1981 Never Be Anyone Else But You / Paradise Lost
- 1981 Shout! Shout! (Knock Yourself Out) / Hey! Hey! Good Lookin’
- 1982 Shout! Shout! (Knock Yourself Out) / Come On Let’s Go
- 1982 Clap Your Hands
- 1983 If You Wanna Be Happy / If You Know How to Rock and Roll (You’ll Never Be Alone)
- 1990 Rama Lama Ding Dong / Imagination / Shout! Shout! (Knock Yourself Out) / Heart
- 1990 Rama Lama Ding Dong (Ultimate Remix) / Rama Lama Ding Dong / Imagination / Shout! Shout! (Knock Yourself Out)

### Albumok
- 1979 Rama Lama
- 1980 Rock-It-to Mars
- 1981 Let’s Go
- 1983 Stop Please Stop

### Válogatások
- 1991 The Fabolous Rocky Sharpe & The Replays
- 1995 The Greatest Hits
- 1999 Looking For An Echo’

## Külső hivatkozások
- Videó: Rama Lama Ding Dong
- Videó: Imagination
- Videó: Come On Let’s Go
- Zene: Shout! Shout! (Knock Yourself Out)